# 皮尔苏姆灯塔

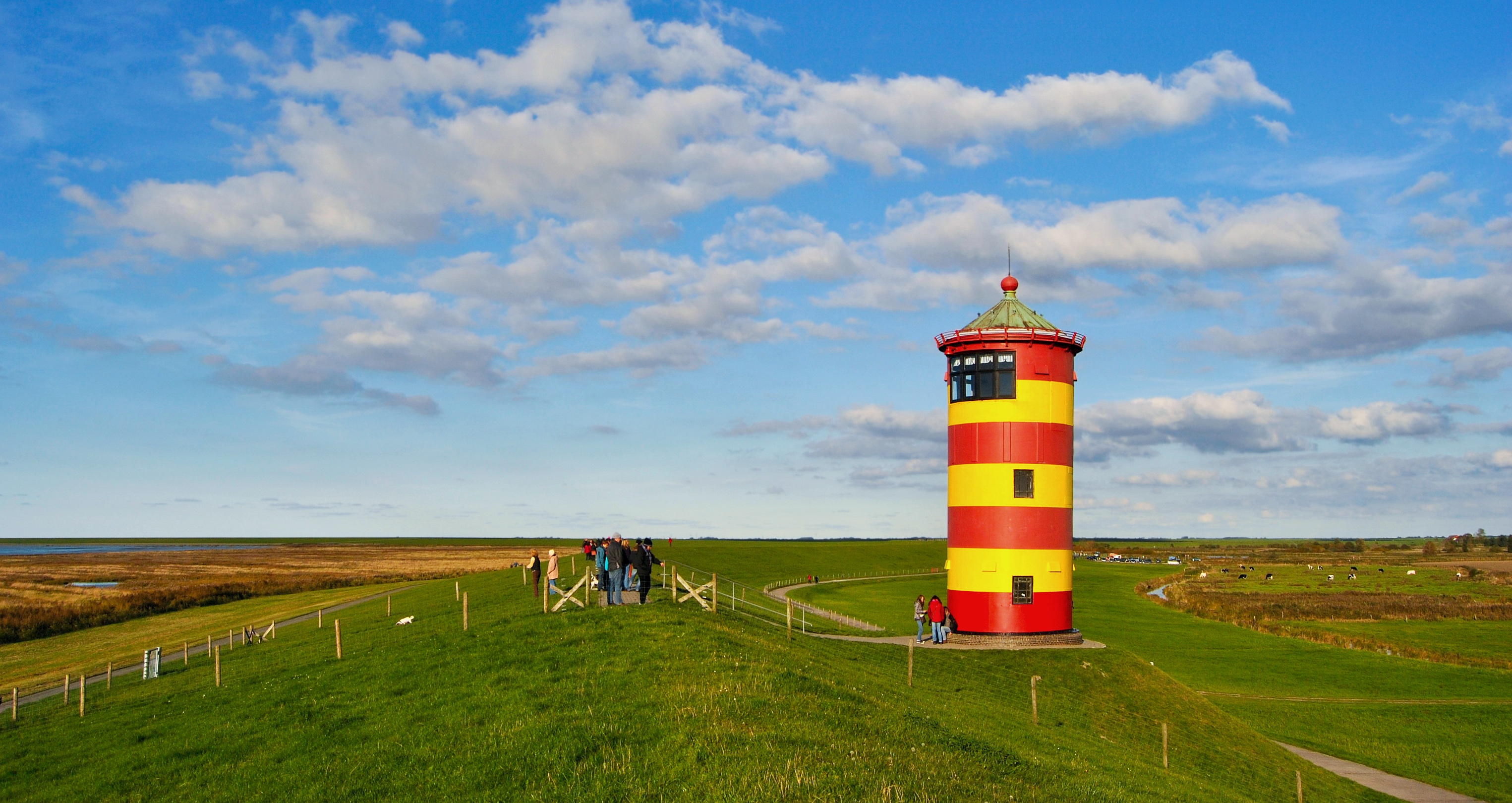
皮尔苏姆灯塔

皮尔苏姆灯塔（德語：Pilsumer Leuchtturm）是位于德国下萨克森州克鲁姆赫恩自治市皮尔苏姆村（Pilsum）的一座灯塔，始建于1891年，为德国北海岸的埃姆斯赫恩（Emshörn）运河提供导航援助。从1915年开始，为狭窄的运河里的船只导航。第一次世界大战期间，灯火熄灭，使敌军不能定位路线。之后由于运河改道，灯塔也被废弃。灯塔建筑高度为11米，海平面高度为15米。如今灯塔是东弗里斯兰最著名的象征之一。